# Ciburial (Cimenyan)
Ciburial is een bestuurslaag in het regentschap Bandung van de provincie West-Java, Indonesië. Ciburial telt 12.281 inwoners (volkstelling 2010).